# Аугушту, Лойде
Лойде Антониу Аугушту (порт. Loide António Augusto; род. 26 февраля 2000, Луанда) — ангольский футболист, вингер клуба «Аланьяспор» и сборной Анголы.

## Клубная карьера
Лойде Аугушту начинал свою карьеру в академии «Escola de Futebol do Zango» своего родного города, прежде чем в 2018 году присоединиться к академии португальского «Спортинга».
15 июля 2021 года Лойде перешёл в клуб Примейра-лиги «Фаренсе».
В июле 2022 года футболист перешёл в клуб «Мафра» по двухлетнему контракту, где дебютировал 22 августа в матче Второй лиги против «Оливейренсе», который Мафра проиграла со счётом 3—1.
4 июля 2023 года Аугушту подписал четырёхлетний контракт с клубом турецкой Суперлиги «Аланьяспор». Дебют игрока в клубе произошёл 14 августа в победном матче Суперлиги против «Истанбула Башакшехира», который окончился со счётом 2—0. Свой первый гол за Аланьяспор игрок забил 2 сентября в матче против «Пендикспор», который окончился ничьёй со счётом 1—1.

## Международная карьера
Лойде Аугушту дебютировал за сборную Анголы 25 марта 2021 года, выйдя на замену на 73-й минуте в отборочном матче Кубка африканских наций 2021 против Гамбии. А свой первый гол за сборную ангольский футболист забил 29 марта того же года на 69-й минуте в отборочном матче против Габона.